# 愛媛県道166号波方環状線
愛媛県道166号波方環状線（えひめけんどう166ごう なみかたかんじょうせん）は愛媛県今治市を通る一般県道である。高縄半島の北の突端にある波方半島の周囲を廻る県道である。

## 概要

### 路線データ
- 総延長：9.3 km
- 起点：今治市波方町大浦
- 終点：今治市波方町樋口

## 歴史
- 1924年（大正13年）7月8日 - 愛媛県告示第722号により、波方波止浜線として県道に認定される[1]。
- 1958年（昭和33年）6月27日 - 愛媛県告示第566号により、波方環状線として県道に認定される（整理番号47番）[2]。
- 1972年（昭和47年）3月16日 - 愛媛県が愛媛県道166号波方環状線として認定。

## 地理

### 通過する自治体
- 今治市

### 交差する道路
- 愛媛県道15号大西波止浜港線
- 愛媛県道38号今治波方港線
- 愛媛県道160号今治波止浜線
- 愛媛県道301号宮崎波方線

### 沿線にある施設など
- 波方港
- 波方郵便局
- 波方浜